# دل‌های شکسته (فیلم ۱۹۶۳)
دل‌های شکسته (ایتالیایی: I cuori infranti, انگلیسی: The Broken Hearts) فیلمی در ژانر کمدی به کارگردانی ویتوریو کاپریولی و جیانی پوچینی است که در سال ۱۹۶۳ میلادی منتشر شد. فیلم در بخش مرور فیلم‌های کمدی سینمای ایتالیا در شصت و هفتمین جشنواره بین‌المللی فیلم ونیز نمایش داده شد.

## بازیگران
- نُرما بنگل
- آلدو گیفره
- پائولو کواترینی
- فرانکا والری
- لیندا سینی
- نینو مانفردی
- ویتوریو کاپریولی
- جیجی بالیستا
- رزیتا پیزانو
- جانی بوناگورا
- اینیاتسیو لئونه
- تینو بواتسلی